# Seregélyes
Seregélyes är en ort (större by) i provinsen Fejér i centrala Ungern. Orten har 4 291 invånare (2024), på en yta av 78,19 km². Den ligger cirka 15,5 kilometer sydost om Székesfehérvár.